# Henriquezia
Henriquezia là một chi thực vật có hoa trong họ Thiến thảo (Rubiaceae).

## Loài
Chi Henriquezia gồm các loài: